# Маяк Колумба
18°28′43″ пн. ш. 69°52′05″ зх. д. / 18.4786° пн. ш. 69.868155555556° зх. д.
Маяк Колумба (ісп. Faro a Colón) — головна архітектурна пам'ятка Домініканської Республіки. Розташований у столиці країни — місті Санто-Домінго. Маяк названий на честь іспанського мореплавця Христофора Колумба. Пам'ятник виконаний у формі маяка з променями світла, що утворюють форму хреста.

## Історія

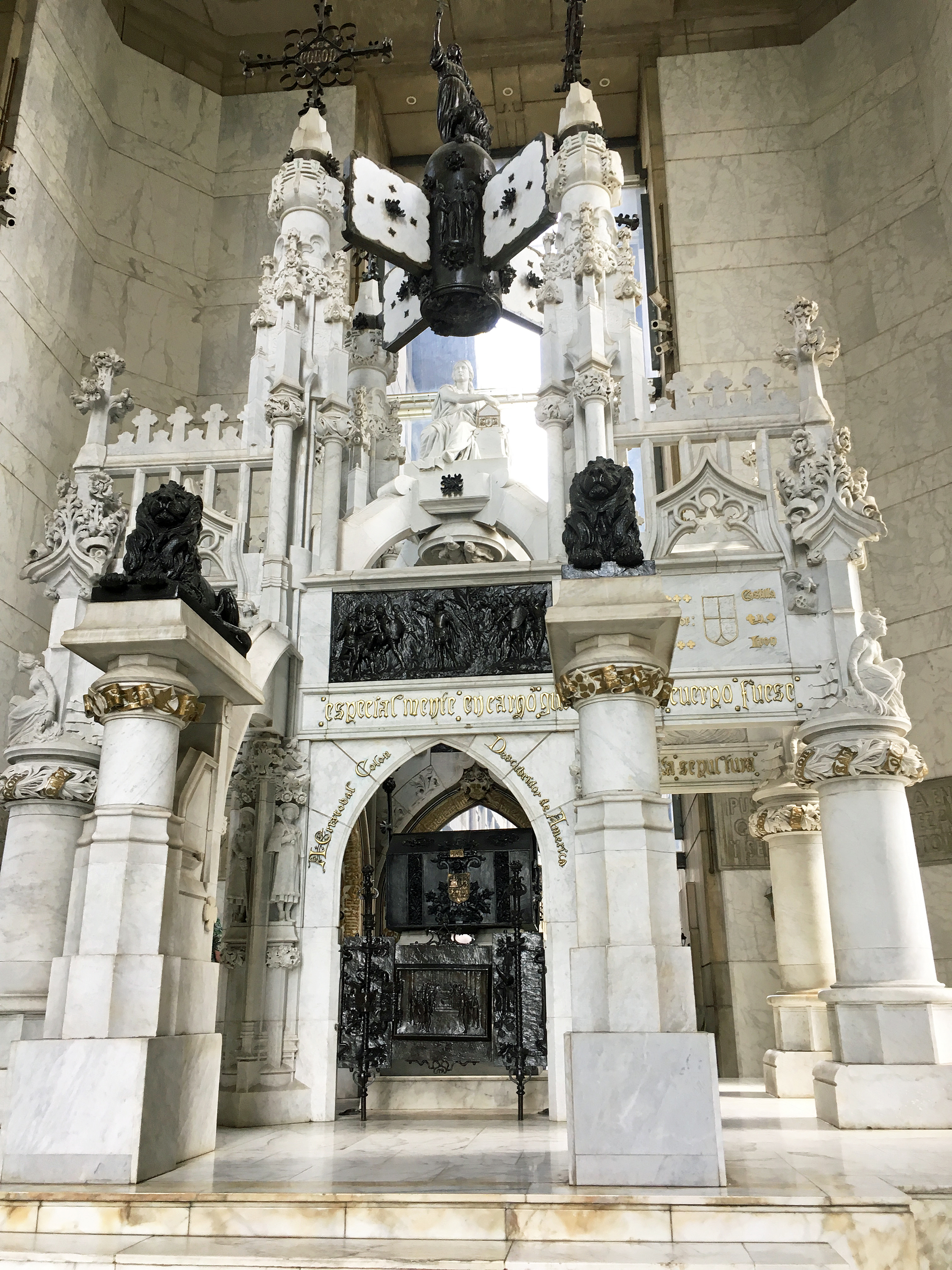
Могила Колумба у Маяку Колумба, Санто-Домінго, Домініканська Республіка

Домініканський історик Антоніо Дельмонте-і-Техада (Antonio Delmonte y Tejada) у своїй книзі Historia de Santo Domingo («Історія Санто-Домінго»), опублікованій у 1852 році в Гавані, висловив ідею спорудження пам'ятника на честь Колумба в Санто-Домінго.
У 1914 році американець Пуліам Вільям Елліс (Pulliam William Ellis) почав просувати в американській пресі ідею будівництва монументального маяка в першому місті Нового Світу. Ідея набула популярності в 1923 році під час святкування П'ятої міжнародної конференції в Чилі, коли було вирішено, що пам'ятник буде збудований шляхом співпраці всіх урядів і народів обох Америк.

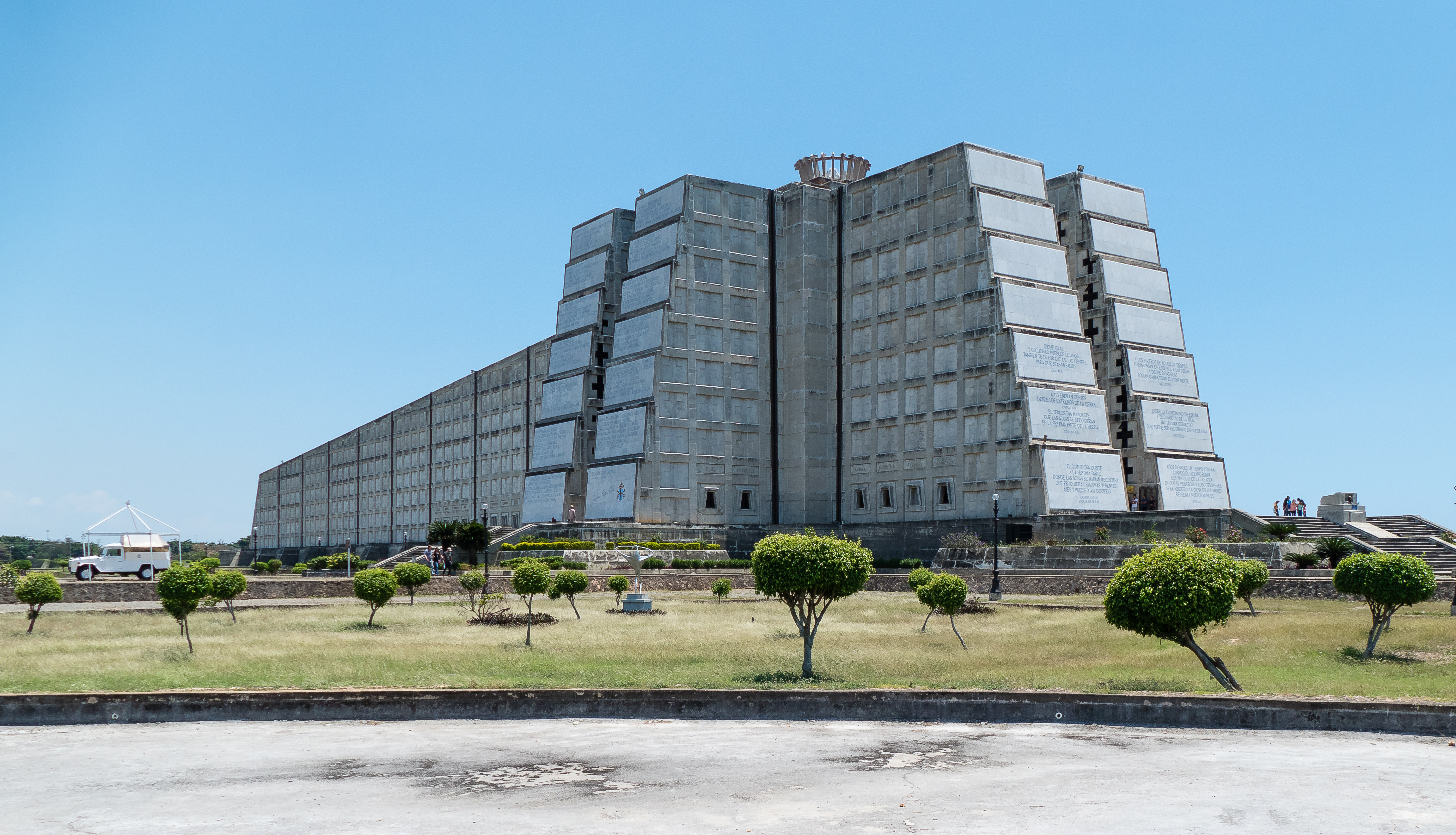
Маяк Колумба

У конкурсі серед 455 учасників із 48 країн переміг шотландський архітектор Джозеф Лі Глів (Joseph Lea Gleave). Церемонія відбулася в Бразилії в 1931 році, а серед суддів були такі видатні архітектори, як Орасіо Акоста і Лара (Horacio Acosta y Lara, Уругвай), Еліель Саарінен (Gottlieb Eliel Saarinen, Фінляндія) і Френк Ллойд Райт (Frank Lloyd Wright, США).
Однак до 1950 року лише вісім країн зробили внески на загальну суму менше 15 000 доларів. Утім, домініканський уряд продовжив проєкт, і в 1948 році було урочисто відкрито фундамент пам'ятника. Після 1948 року в країні посилилася нестабільність, а політична ситуація унеможливлювала відновлення будівництва аж до 1986 року. Під час владарювання уряду Хоакіна Балагера будівництво відновилося під наглядом домініканського архітектора Теофіло Карбонеля (Teófilo Carbonell) та домініканського інженера-конструктора Вільяма Ріда (William Read). Вони спромоглися зменшити загальну кількість залізобетону та зменшити витрати матеріалів. Довге рамено хреста також було обрізано приблизна на 16 %. Змінився загальний вигляд пам'ятника: тепер він почав нагадувати піраміду майя.
Будівництво Маяка Колумба тривало шість років, з 1986 по 1992 роки. Пам'ятник було урочисто відкрито в 1992 році з нагоди 500-річчя першої подорожі Колумба. Його будівництво профінансували латиноамериканські держави, а загальна вартість будівництва склала приблизно 70 мільйонів доларів США.
Пам'ятник, хоча Глів спершу задумав його як мавзолей, був адаптований для розміщення постійної колекції виставок із кожної країни Америки, а також інших європейських та азійських країн, як просив колишній президент Хоакін Балагер. На цих виставках демонструються предмети культурної спадщини різних країн.
У 2008 році Тоні Горвіц (Tony Horwitz) писав, що виставка в Сполучених Штатах включала кілька маленьких фотографій святкування Дня незалежності, а також багато плакатних репродукцій перших сторінок газет, які повідомляли про терористичні атаки 11 вересня 2001 року.

## Архітектурні особливості
Споруда виготовлена із залізобетону. Її розміри: висота — 33 м, ширина — 44 м, довжина — 310 м. Збоку має вигляд багатосхідчастої маянської піраміди, зверху — хреста.
На даху маяка встановлено 157 прожекторів, які світять вгору і в проєкції утворюють хрест. Потужний стовп світла видно на відстані кількох десятків кілометрів: світло настільки потужне, що його можна побачити з сусіднього Пуерто-Рико. Оскільки вмикати їх щодня надто дорого, ілюмінацію вмикають двічі на рік — 12 жовтня, у День відкриття Америки (День Колумба), і на новий рік.
На стінах маяка закріплено мармурові плити з висловлюваннями великих мандрівників, а також цитати Папи Римського Івана Павла II, який відкривав Маяк у 1992 році з нагоди до 500-річчя відкриття Америки. Крім того, на території маяка знаходиться папамобіль, а в одному із залів зберігається папська казула.
Усередині маяка розташовано мармуровий мавзолей з останками, як вважається, Христофора Колумба. З іншого боку, іспанська влада довела за допомогою аналізу ДНК, що є справжні останки Колумба перебувають у Севільському кафедральному соборі в Іспанії. У будівлі несуть почесну варту гвардійці в яскраво-білій формі.
У будівлі також розташовано невеликий музей країн, які брали фінансову участь у будівництві маяка.

## Галерея

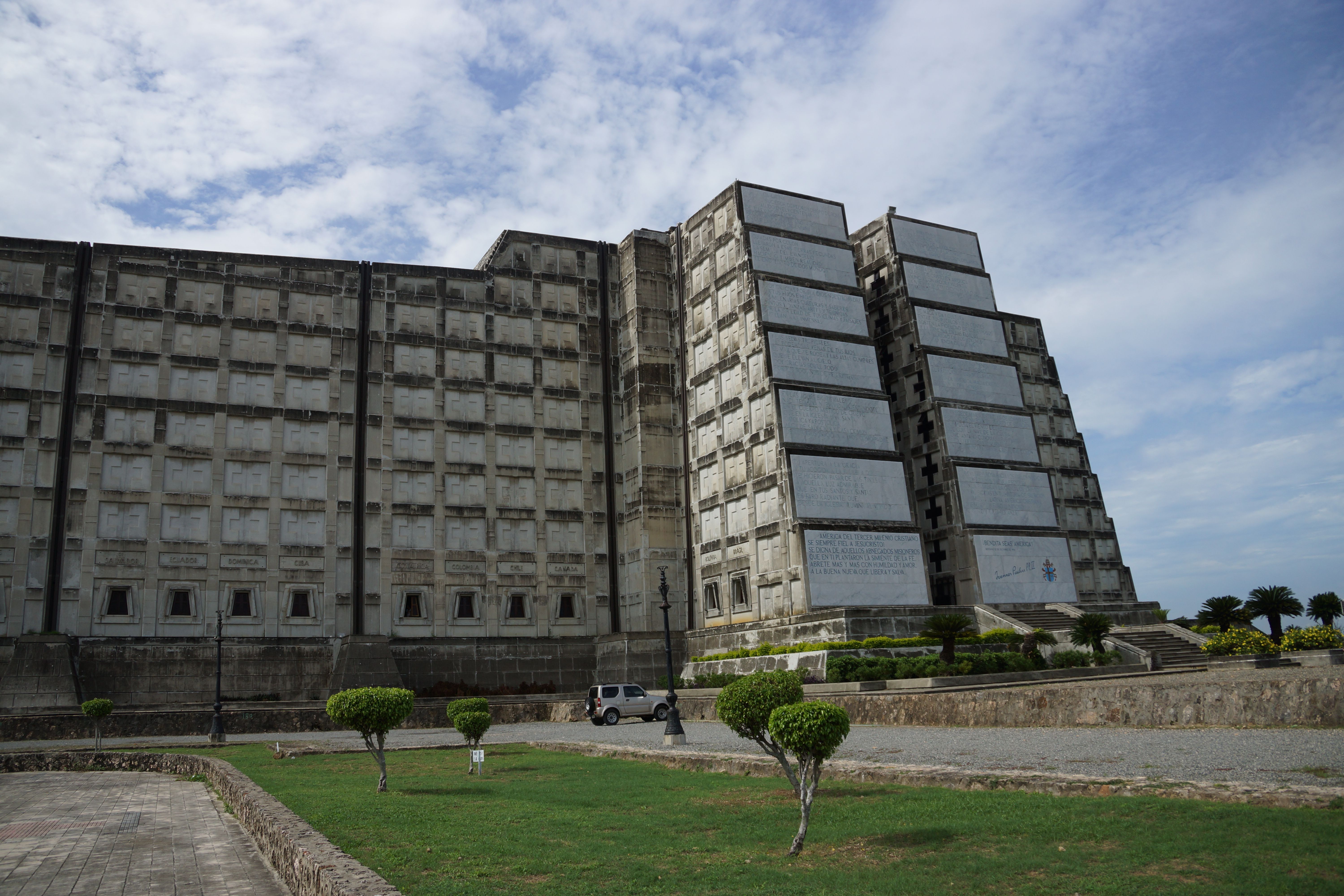
Маяк Колумба (Вигляд ззовні)
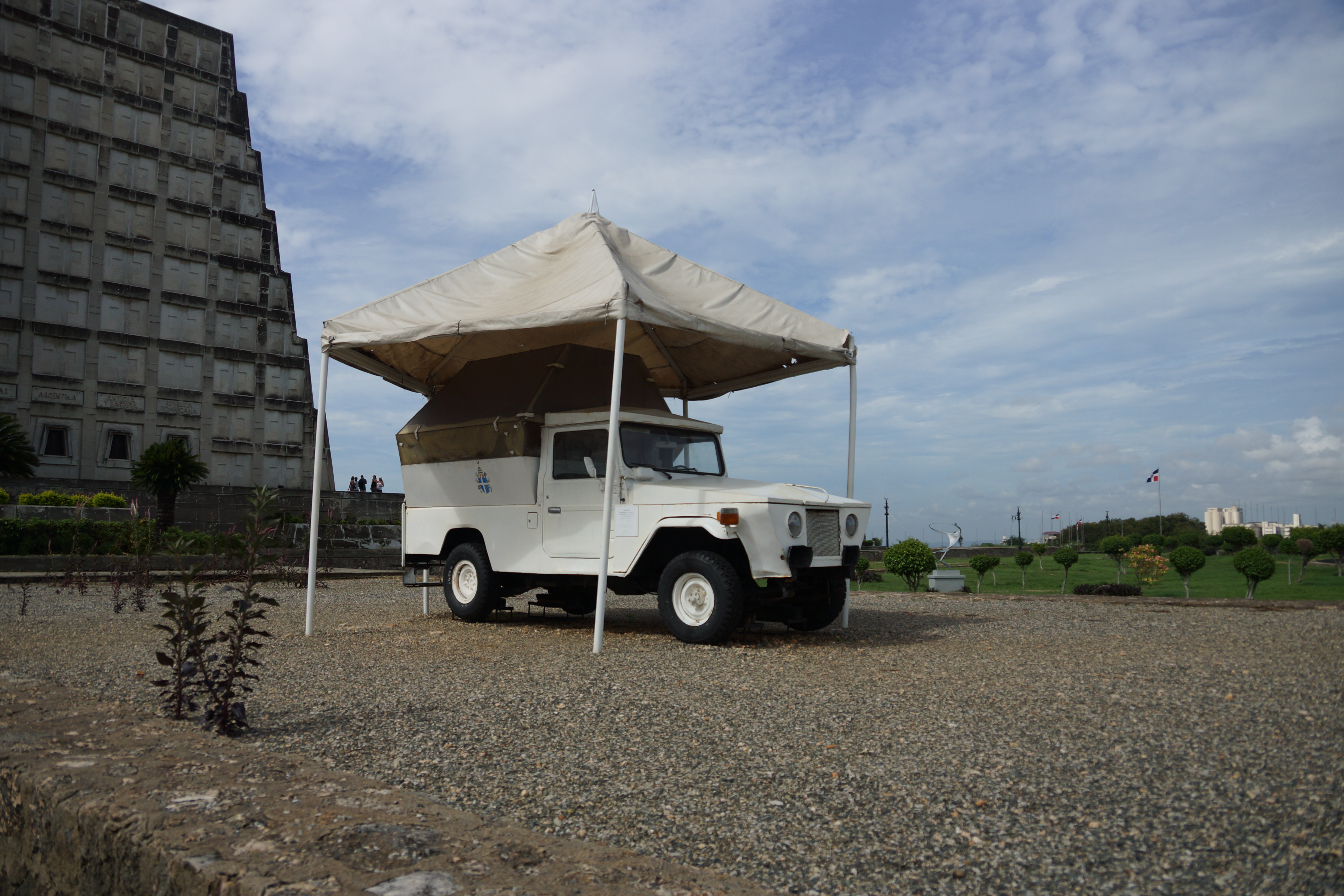
Папамобіль Іоанна Павла II
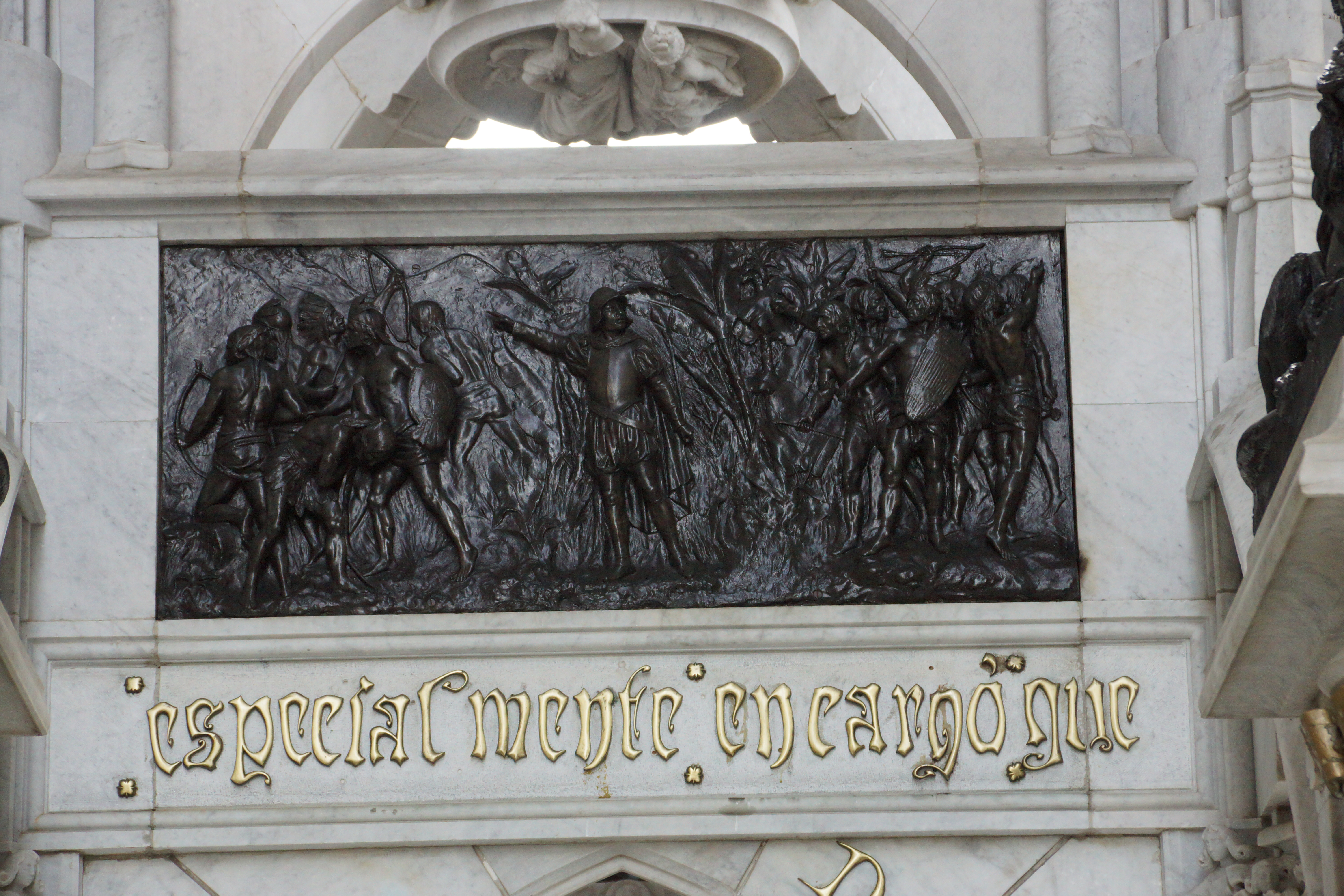
Барельєф 1 (мармуровий мавзолей)
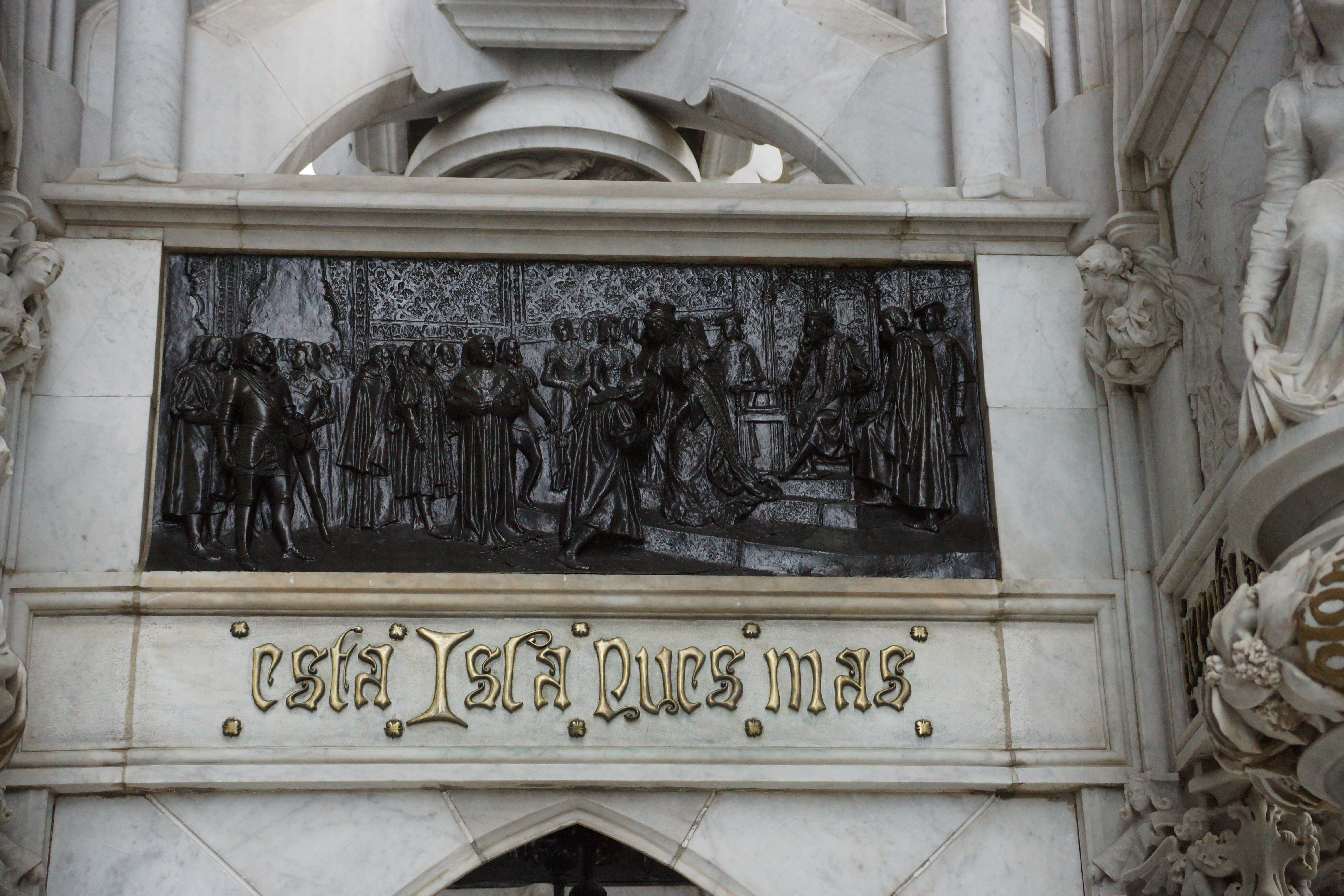
Барельєф 2 (мармуровий мавзолей)
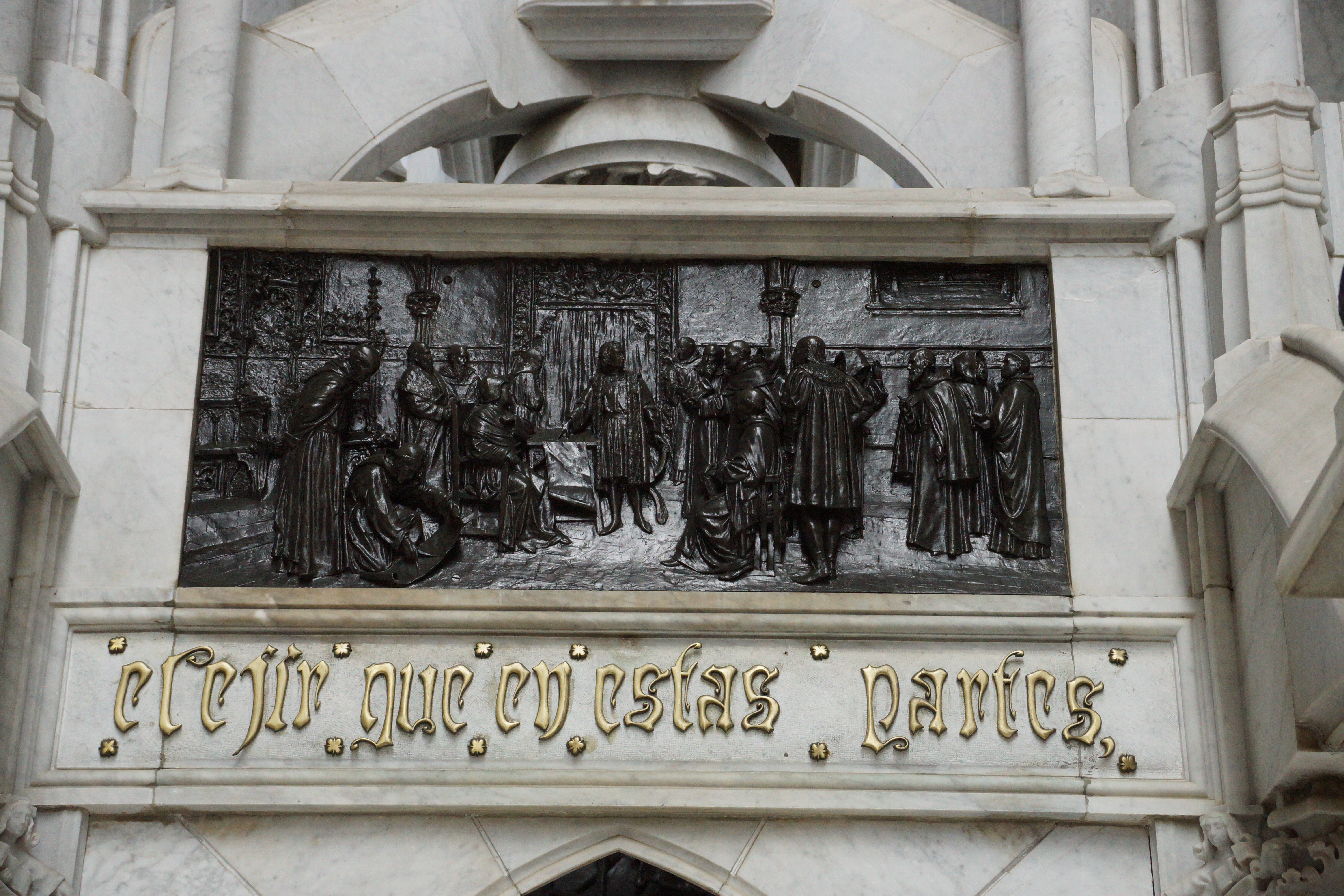
Барельєф 3 (мармуровий мавзолей)
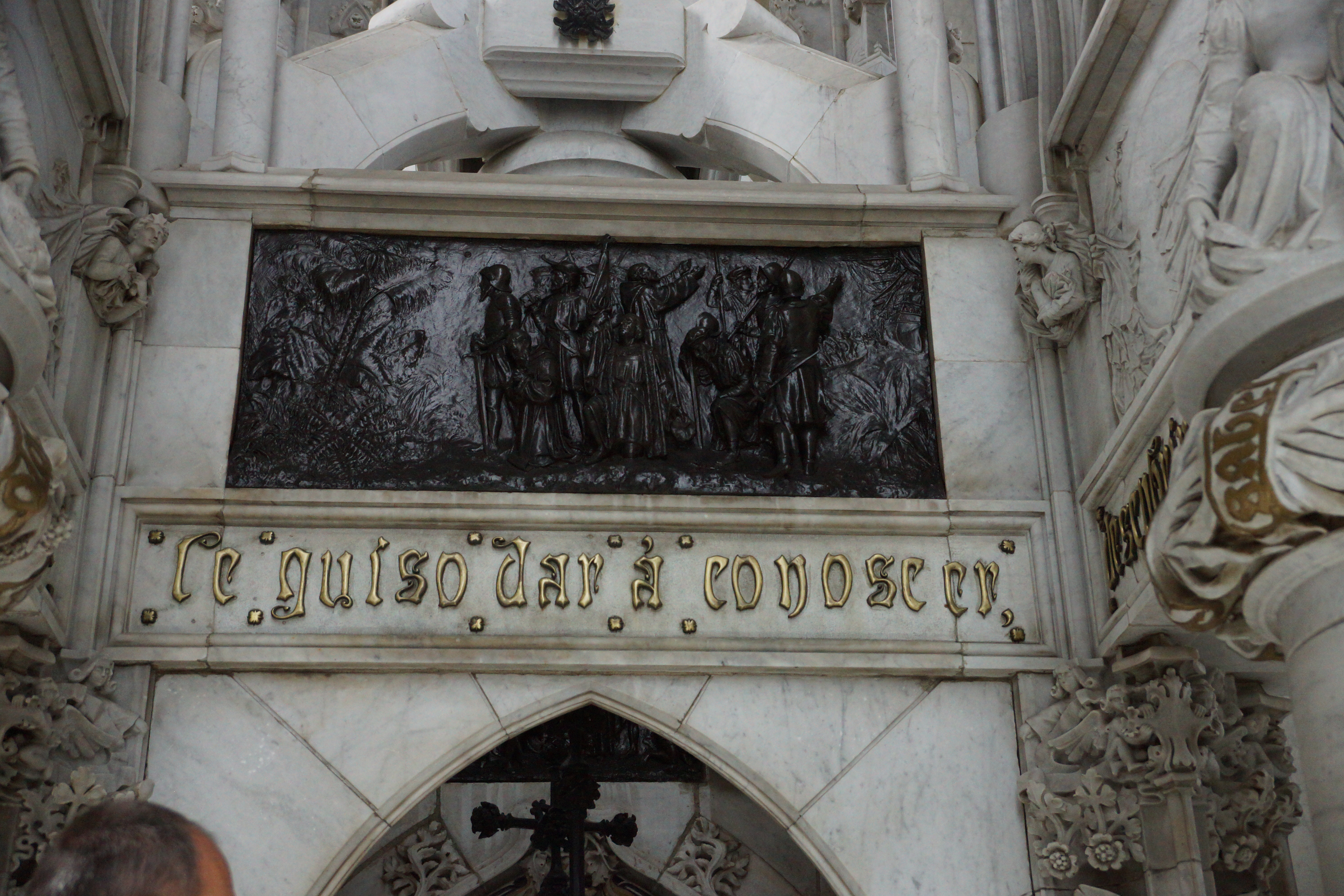
Барельєф 4 (мармуровий мавзолей)
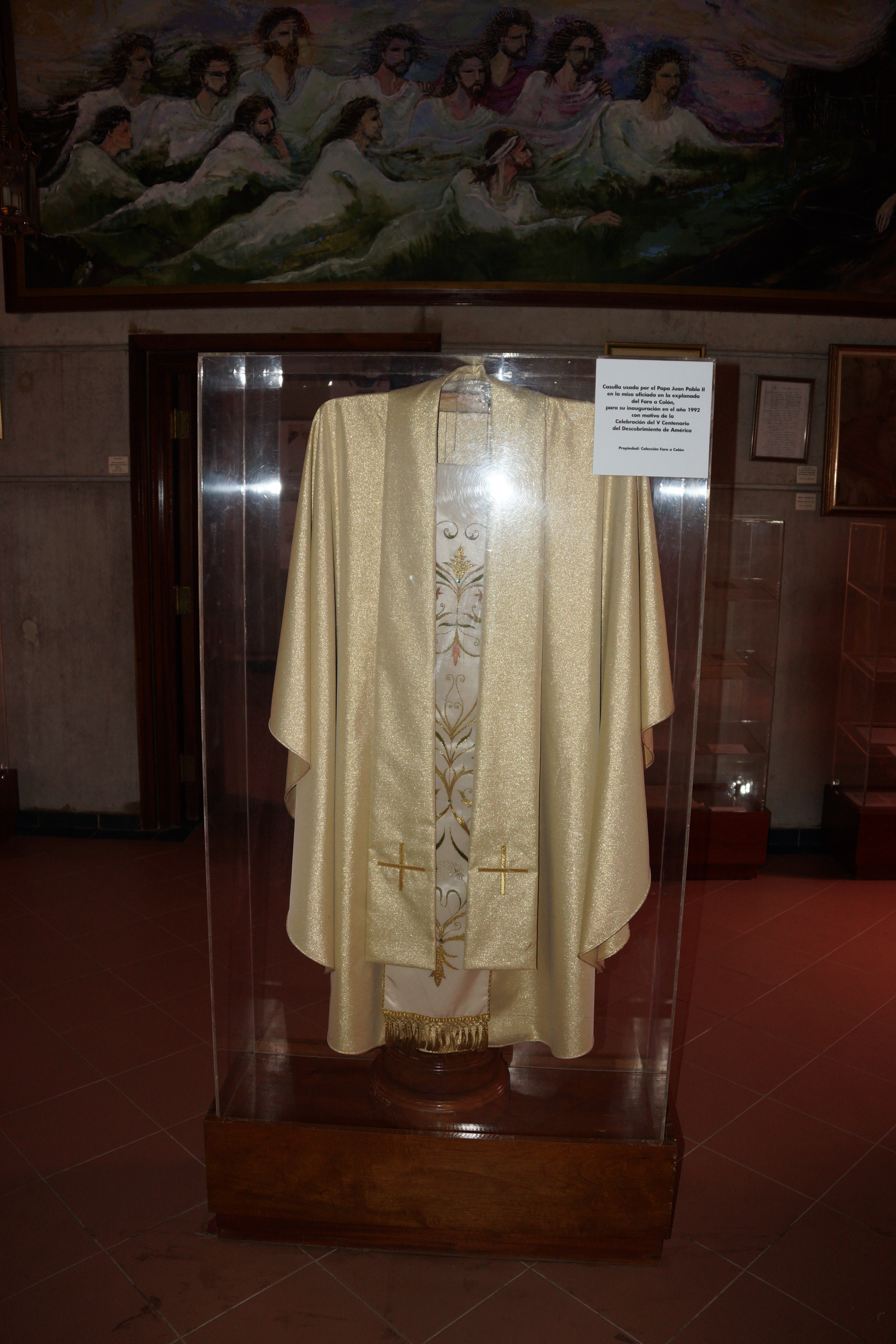
Казула Івана Павла II
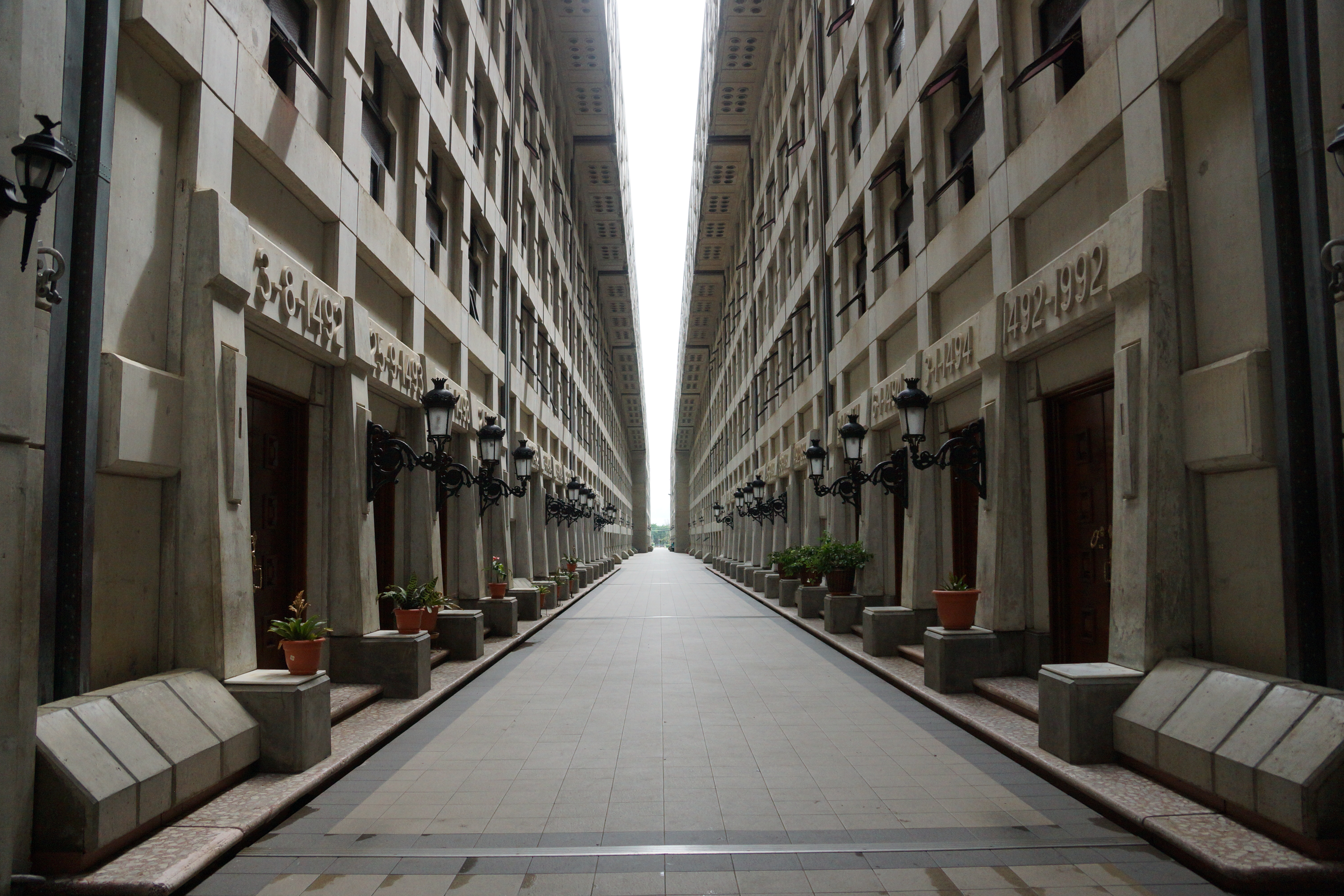
Коридор